# Pere Julià

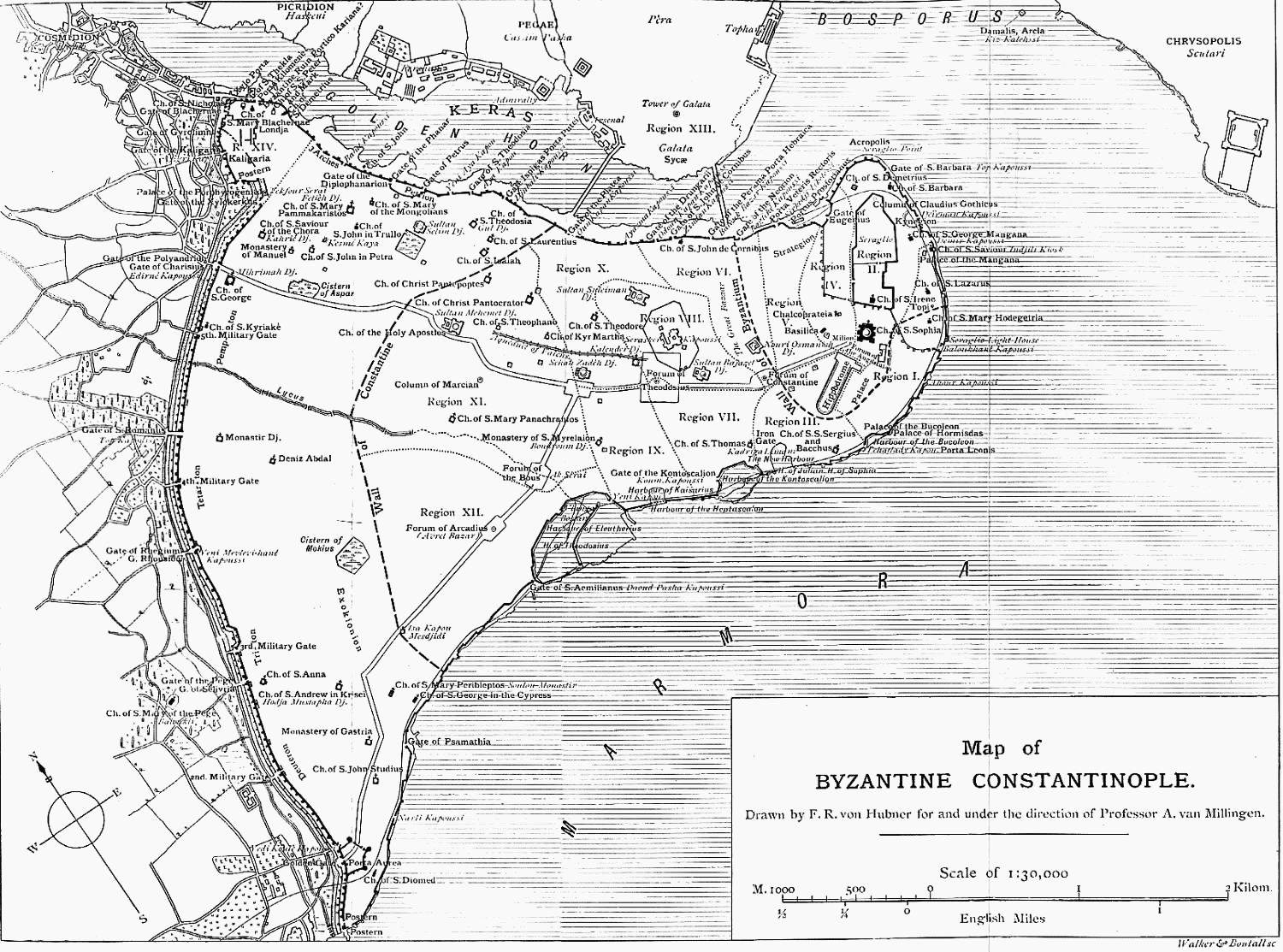
Constantinoble.

Pere Julià és un personatge fictici al qual es van atribuir, primer, les funcions de cònsol de catalans a Constantinoble, i posteriorment, les de capità d'armes o militar en cap d'una suposada guarnició catalana present a Constantinoble el maig del 1453, quan va ser conquerida pels otomans de Mehmet II. L'únic esment del seu nom (Πέτρῳ Γουλιάνῳ) apareix en un dels manuscrits del Chronicon Maius de Pseudo-Franza, variant que s'incorporà a l'edició crítica del text (Bonn, 1838). Segons aquesta crònica Julià seria el cònsol dels catalans i presumptament hauria estat executat juntament amb els seus dos fills poc després de la presa final de la ciutat.
Constantin Marinescu ja va assenyalar l'error d'aquella indentificació gràcies a les seves recerques als arxius de la cancelleria reial que li van permetre demostrar que el cònsol dels catalans per aquelles dates era Joan de la Via. L'historiador romanès, però, es va decantar per considerar-lo un militar que estaria present durant l'episodi en qüestió, en donar validesa el testimoni del Chronicon Maius. Com ell, la majoria d'investigadors han acceptat fins a temps recents la historicitat del personatge de Pere Julià. Amb tot, des de 1934 la crítica filològica i històrica han posat de manifest que el text de Pseudo-Franza és, de fet, una reelaboració del Chronicon Minus o Dietari de Franza confeccionada pel bisbe de Monembàssia Macari Melisurg-Melissè, refugiat a Nàpols el 1571 i que la fiabilitat de les seves informacions és relativa. En l'actualitat es considera que les interpolacions del nom de Julià, així com el del castellà Francisco de Toledo respondrien possiblement a un intent del bisbe d'atraure's el favor del virrei napolità i que no se'ls pot reconèixer cap historicitat.